# TELOS (revue)
Pour les articles homonymes, voir Telos (homonymie).
Ne doit pas être confondu avec TeKoS (revue).
 (mai 2025).
TELOS est une revue fondée en mai 1968, par Paul Piccone (en), afin de fournir à la « nouvelle gauche » américaine (en anglais : New Left) une perspective théorique cohérente. Le but recherché était d'élargir le diagnostic de Husserl sur la « crise des sciences européennes » pour préfigurer un programme détaillé de reconstruction sociale qui soit pertinent pour les États-Unis. Pour faire en sorte d'éviter le haut niveau d'abstraction typique de la phénoménologie de Husserl, la revue a commencé par présenter les idées du marxisme occidental et de la théorie critique de l'école de Francfort.

## Description
Après la désintégration de la « nouvelle gauche » et l'intégration progressive de ce qui restait de la gauche américaine au sein du Parti démocrate, TELOS est devenue de plus en plus critique vis-à-vis de la gauche en général. 
Par la suite, la revue a entrepris une réévaluation de l'histoire intellectuelle, en mettant principalement l'accent sur des auteurs ou idées oubliés et réprimés, en commençant par Carl Schmitt et par le populisme américain. 
La revue a fini par rejeter la division traditionnelle entre gauche et droite, la considérant comme un mécanisme légitimant la domination d'une « nouvelle classe » (Christopher Lasch) et un moyen de dissimuler les nouveaux conflits du post-fordisme. Ce qui l'a menée à une réévaluation de la primauté de la culture, ainsi qu'à une réflexion sur la dynamique de la désintégration culturelle et de sa réintégration comme condition préalable à cette autonomie individuelle que la théorie critique a toujours identifiée comme le telos de la civilisation occidentale.